# Ferreirim (Sernancelhe)
Ferreirim ist ein Ort und eine ehemalige Gemeinde (Freguesia) im portugiesischen Kreis Sernancelhe. Die Gemeinde hatte 457 Einwohner (Stand 30. Juni 2011).
Am 29. September 2013 wurden die Gemeinden Ferreirim und Macieira zur neuen Gemeinde União das Freguesias de Ferreirim e Macieira zusammengeschlossen. Ferreirim ist Sitz dieser neu gebildeten Gemeinde.